# Décennie 1280 en arts plastiques
Chronologie des arts plastiques
Années 1270 - Années 1280 - Années 1290
Cette page concerne les années 1280 en arts plastiques.

## Réalisations
- Vers 1280 : Cimabue réalise le Diptyque de dévotion composé de huit panneaux représentant huit scènes de la Passion du Christ dont seuls les quatre panneaux du volet de gauche sont connus[1] :

Représentation schématique du Diptyque de dévotion.

- - La Flagellation du Christ, tempera et or sur peuplier, 25,2 × 20,3 cm, New York, The Frick Collection 1950 (inv. 50.1.159), bas droit.
  - La Vierge à l'Enfant trônant et entourée de deux anges, tempera et or sur peuplier, 25,7 × 20,5 cm, Londres, National Gallery 2000 (inv. NG 6583), haut gauche ;
  - Le Baiser de Judas (perdu), haut droit ;
  - La Dérision du Christ, peinture à l'œuf et fond d'or sur panneau de peuplier 25,8 × 20,3 cm, Compiègne, collection privée 2019, bas gauche.
- Vers 1280-1290 : Maestà di Santa Maria dei Servi de Cimabue, à Bologne[2].
- 1285 :
  - Maestà de Santa Trinità, de Cimabue, exposée à la Galerie des Offices[3].
  - Vierge Rucellai de Duccio[3].
- Vers 1285 : l’artiste florentin Cimabue peint le Crucifix de Santa Croce[4].
- Vers 1285-1290 : réalisation des peintures murales de la conquête de Majorque (ca), fresques conservées au musée national d'Art de Catalogne à Barcelone[5].

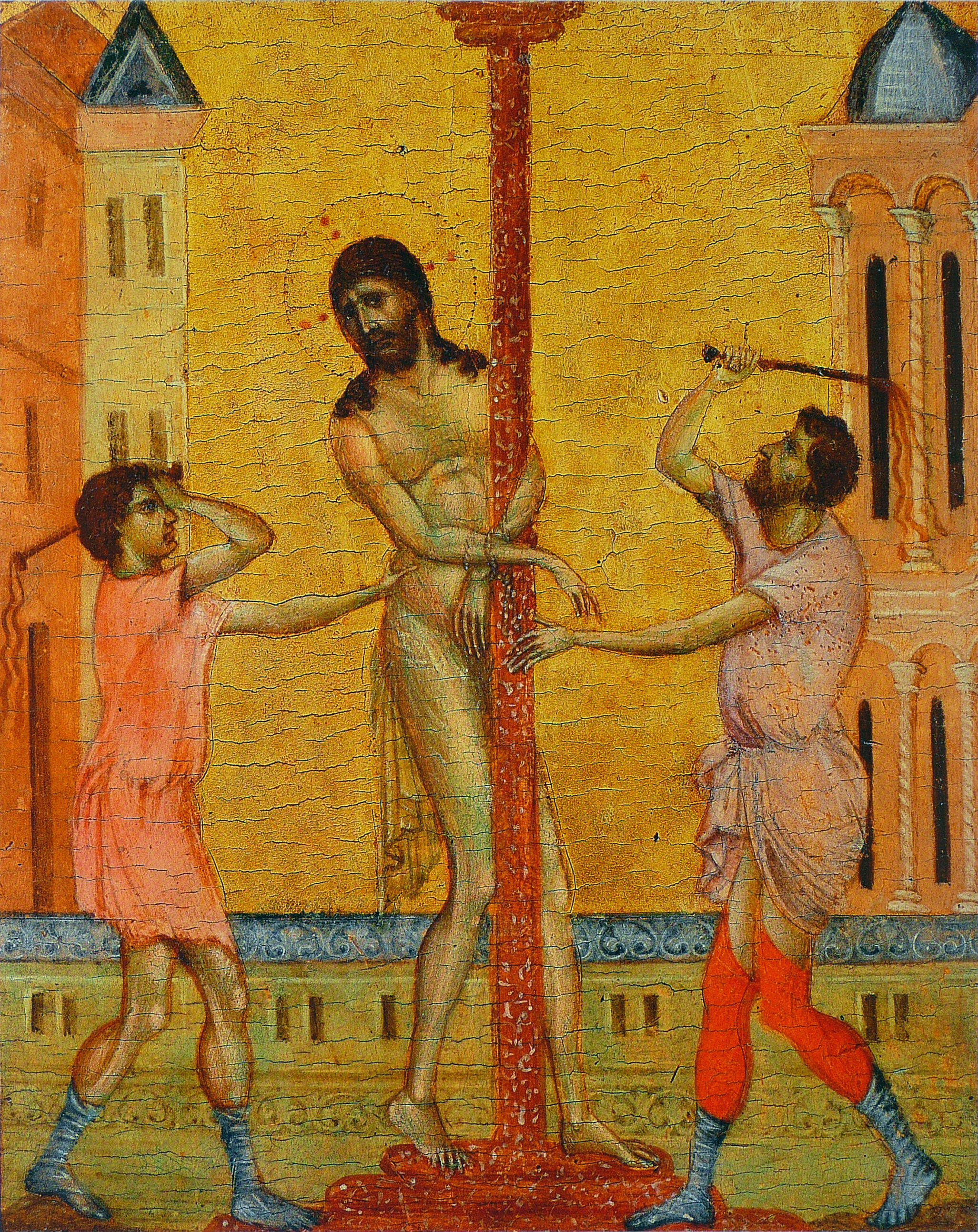
Flagellation du Christ
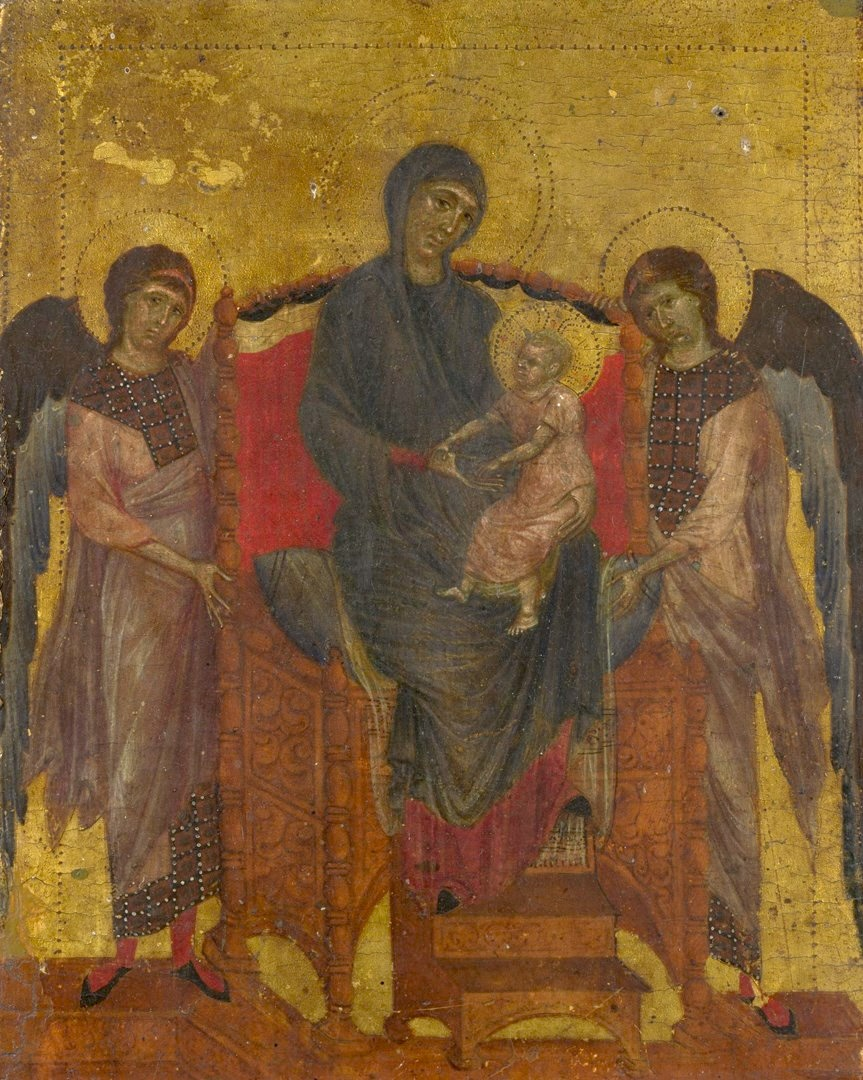
Vierge à l'Enfant
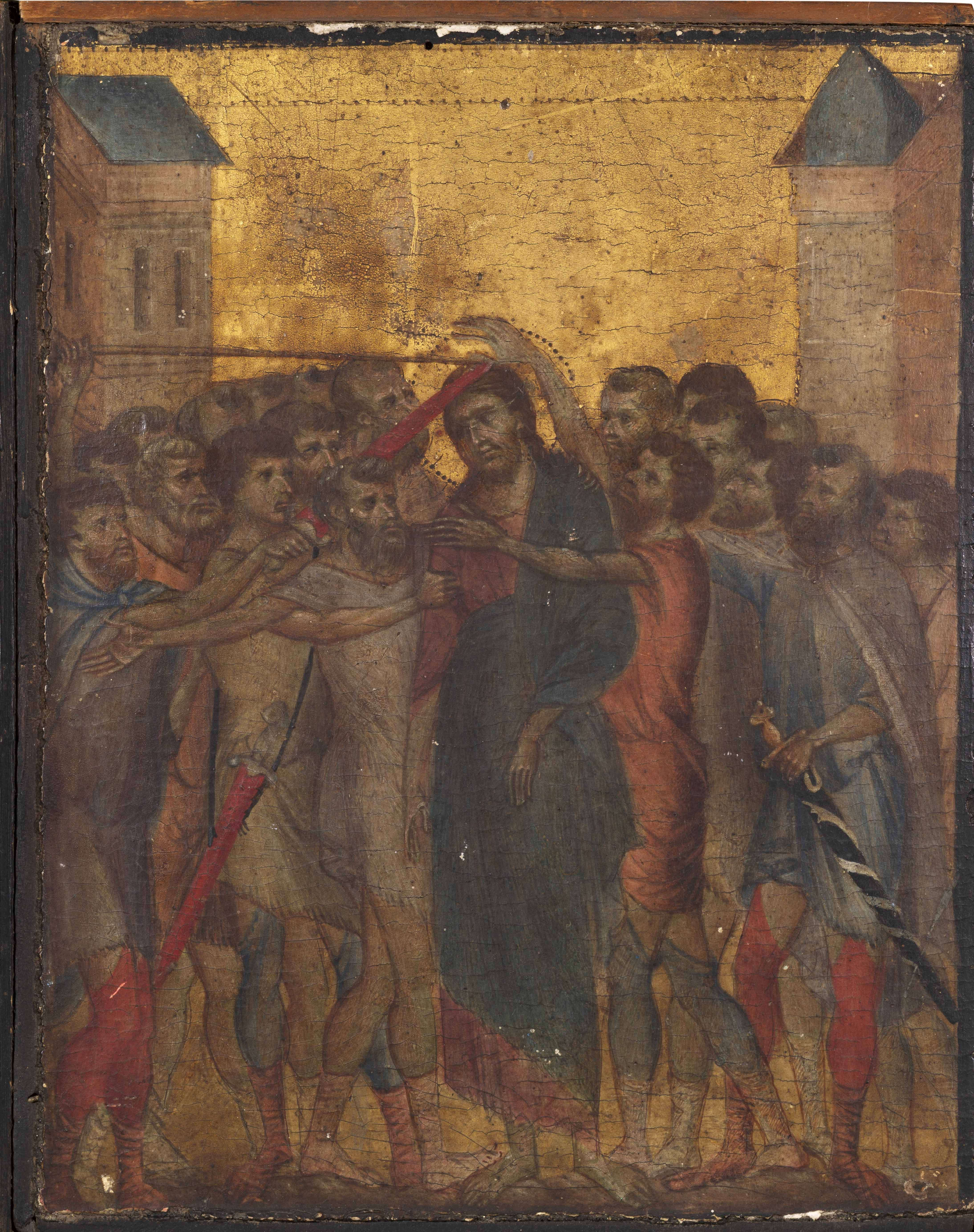
Dérision du Christ

## Naissances
- Vers 1280 :
  - Pietro Lorenzetti, peintre italien.
  - Tino di Camaino, sculpteur italien.
- 1280 :
  - Wu Zhen, peintre chinois.
  - Ugolino di Nerio, peintre italien.
- 1284 : Simone Martini, peintre italien.
- 1287 :
  - Tang Di, peintre chinois.
  - Wang Mian, peintre chinois.
- 1289 : Zhao Yong, peintre chinois.

## Décès
- 1284 : Nicola Pisano,  architecte et sculpteur italien.